# República da Lituânia Central
A República da Lituânia Central ou Lituânia Central (em lituano:  Vidurio Lietuvos Respublika, em polonês/polaco:  Republika Litwy Środkowej, em bielorrusso:  Рэспубліка Сярэдняе Літвы / Respublika Siaredniaje Litvy), na forma reduzida (em lituano:  Vidurio Lietuva or Vidurinė Lietuva, em polonês/polaco:  Litwa Środkowa, em bielorrusso:  Сярэдняя Літва / Siaredniaja Litva), foi uma entidade política cuja independência não foi reconhecida internacionalmente e que durou poucos meses, entre 1920 e 1922.
Foi criada em 1920 a seguir à rebelião de Żeligowski de soldados da 1a Divisão de Infantaria Lituano-Bielorrussa do Exército da Polónia, com apoio da Força Aérea da Polónia, da cavalaria e da artilharia Com território envolvente à capital do Grão-Ducado da Lituânia, Vilna (em lituano:  Vilnius, em polonês/polaco:  Wilno), durante 18 meses a entidade serviu como estado-tampão entre a Polónia, da qual dependia, e a Lituânia, que reclamava para si o território. Depois de uma série de atrasos, uma eleição muito disputada ocorreu em 8 de Janeiro de 1922, e o território foi anexado à Polónia.
As fronteiras polaco-lituanas no período entre-guerras, embora reconhecidas pela Conferência de Embaixadores dos Aliados da Primeira Guerra Mundial e pela Liga das Nações, não foram reconhecidas pela República da Lituânia. Em 1931 um tribunal internacional em Haia determinou que o cerco polaco e o consequente controlo da cidade eram violações do direito internacional.
O seu chefe-de-estado foi Lucjan Żeligowski.